# Airlinair

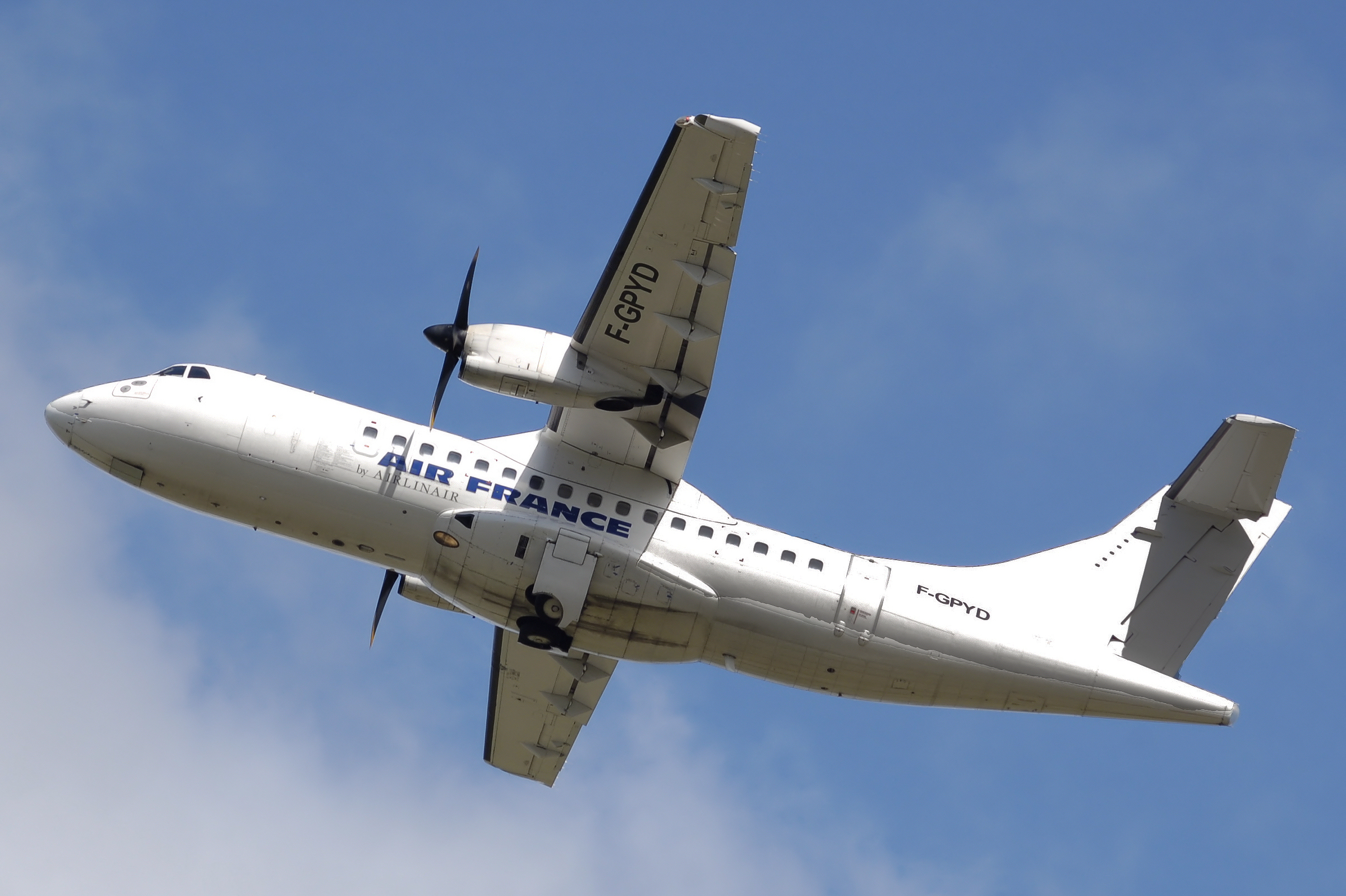
Un ATR42-500 de Airlinair tras despegar del aeropuerto de Bristol (2008).

Airlinair fue una aerolínea con base en Rungis, Francia, que operó vuelos regulares regionales (muchos de ellos para Air France), y servicios de alquiler de aviones. La aerolínea contaba con bases de operaciones en el aeropuerto de París-Orly, el aeropuerto de Lyon-Saint Exupéry y el aeropuerto de París-Charles de Gaulle. 

## Historia
La aerolínea fue fundada el 30 de abril de 1999 y comenzó a operar en mayo de ese mismo año. Fue fundada por cuatro accionistas principales y en la actualidad su propiedad se reparte entre inversores privados (80.5%) y Brit Air (19.5%).
El 31 de marzo de 2013, la aerolínea se fusionó con Brit Air y Régional para formar HOP!, una nueva aerolínea regional subsidiaria de Air France.

## Antiguos destinos
En marzo de 2013, Airlinair operaba vuelos regulares a los siguientes destinos:
| Países      | Destinos           | Aeropuertos                              | Notas                        |
| ----------- | ------------------ | ---------------------------------------- | ---------------------------- |
| Alemania    | Colonia/Bonn       | Aeropuerto de Colonia/Bonn               | Operado para Air France      |
| Alemania    | Stuttgart          | Aeropuerto de Stuttgart                  | Operado para Air France      |
| Italia      | Florencia          | Aeropuerto de Florencia                  | Operado para Air France      |
| Italia      | Milán              | Aeropuerto de Milán-Malpensa             | Operado para Air France      |
| Francia     | Agen               | Aeropuerto de Agen-La Garenne            |                              |
| Francia     | Ajaccio            | Aeropuerto de Ajaccio-Napoleón Bonaparte |                              |
| Francia     | Aurillac           | Aeropuerto de Aurillac-Tronquières       |                              |
| Francia     | Brive-la-Gaillarde | Aeropuerto de Brive-Souillac             |                              |
| Francia     | Caen               | Aeropuerto de Caen-Carpiquet             | Operado por Chalair Aviation |
| Francia     | Castres            | Aeropuerto de Castres-Mazamet            |                              |
| Francia     | Clermont-Ferrand   | Aeropuerto de Clermont-Ferrand/Auvergne  | Operado para Air France      |
| Francia     | Lannion            | Aeropuerto de Lannion - Côte de Granit   |                              |
| Francia     | La Rochelle        | Aeropuerto de La Rochelle-Île de Ré      |                              |
| Francia     | Limoges            | Aeropuerto de Limoges                    | Operado para Air France      |
| Francia     | Lyon               | Aeropuerto de Lyon-Saint Exupéry         | HUB                          |
| Francia     | Marsella           | Aeropuerto de Marsella-Provenza          |                              |
| Francia     | Montpellier        | Aeropuerto de Montpellier-Méditerranée   | Operado para Air France      |
| Francia     | París              | Aeropuerto de París-Charles de Gaulle    | HUB                          |
| Francia     | París              | Aeropuerto de París-Orly                 | HUB. Operado para Air France |
| Francia     | Pau                | Aeropuerto de Pau-Pirineos               | Operado para Air France      |
| Francia     | Poitiers           | Aeropuerto de Poitiers-Biard             |                              |
| Francia     | Rennes             | Aeropuerto de Rennes Saint-Jacques       | Operado para Air France      |
| Francia     | Toulouse           | Aeropuerto de Toulouse-Blagnac           |                              |
| Reino Unido | Bristol            | Aeropuerto Internacional de Bristol      | Operado para Air France      |

## Flota histórica
La flota de Airlinair estuvo compuesta por las siguientes aeronaves:
| Aeronaves       | Total | Introducido | Retirado | Matrículas |
| --------------- | ----- | ----------- | -------- | --- |
| ATR 42          | 27    | 2000        | 2013     | F-GHPI, F-GHPS, F-GHPY, F-GHPZ, F-GIRC, F-GKNB, F-GKNC, F-GKND, F-GKYN, F-GPYA, F-GPYB, F-GPYC, F-GPYD, F-GPYF, F-GPYK, F-GPYL, F-GPYM, F-GPYN, F-GPYO, F-GVZA, F-GVZB, F-GVZC, F-GVZD, F-GVZJ, F-GVZO, F-GVZX y F-GVZZ |
| ATR 72          | 17    | 1999        | 2013     | F-GKOA, F-GKOB, F-GKOC, F-GKPD, F-GPOC, F-GPOD, F-GRPI, F-GVZF, F-GVZG, F-GVZL, F-GVZM, F-GVZN, F-GVZP, F-GVZR, F-GVZS, F-GVZT y F-HAPL                                                                                 |
| Beechcraft 1900 | 1     | c. 2003     | 2004     | F-GLND |